# Criscentia Fusenig
Criscentia Fusenig SSpS (* 24. Mai 1905 in Trierweiler; † 18. März 1943 in der Bismarcksee) war eine deutsche römisch-katholische Ordensfrau, Missionsschwester und Märtyrin.

## Leben
Maria Barbara Fusenig, zweites von 7 Kindern eines Landwirts, wuchs in der Nähe von Trier auf. Vom Hof ihrer Eltern trat sie am 12. September 1929 im Alter von 24 Jahren in Vallendar in das Provinzhaus Marienau der Steyler Missionare und der Steyler Missionsschwestern ein. Am 8. Juni 1930 begann sie das Noviziat unter dem Ordensnamen Criscentia (nach der Märtyrin  Crescentia). Am 5. Juni 1932 legte sie ihre Ersten Gelübde ab und erlernte die Paramentenschneiderei.
Vom 5. Oktober bis zum 21. Dezember 1937 reiste sie mit anderen in die Papua-Neuguinea-Mission, wo sie in der Station Alexishafen am 6. Juni 1938 die Ewigen Gelübde ablegte. Dann wirkte sie auf Kairiru Island. Nach der Besetzung von Papua-Neuguinea durch japanische Invasionstruppen 1942 wurde sie am 18. März 1943 zusammen mit Bischof Josef Lörks und zahlreichen weiteren Missionaren und Ordensschwestern auf dem Zerstörer Akikaze hingerichtet und ins Meer geworfen.

## Gedenken
Die Römisch-katholische Kirche in Deutschland hat Schwester Criscentia Fusenig als Märtyrin in das deutsche Martyrologium des 20. Jahrhunderts aufgenommen.